# 森下道譽
森下道譽（?—1581年11月20日），日本戰國時代至安土桃山時代的武將。山名氏家臣。道譽（道與）是道號，相傳的名諱有吉途、道興等。別名通與。
一說出自但馬山名氏的家臣森下氏一族，詳細不明。

## 生平
生年不詳。天正8年（1580年），與中村春續等一同把向織田氏降服的主君山名豐國從鳥取城中流放，並迎吉川經家為新城主。翌年（1581年），在第2次鳥取城之戰時，於城中堅守，數度夜襲羽柴秀吉率領的包圍軍，不過因為城中缺糧，10月下旬，經家自殺。在開城投降後，與春續一同因為發起戰亂的罪名，被命令切腹，於是在10月24日自殺。